# Винищення в'язнів у Жовкві

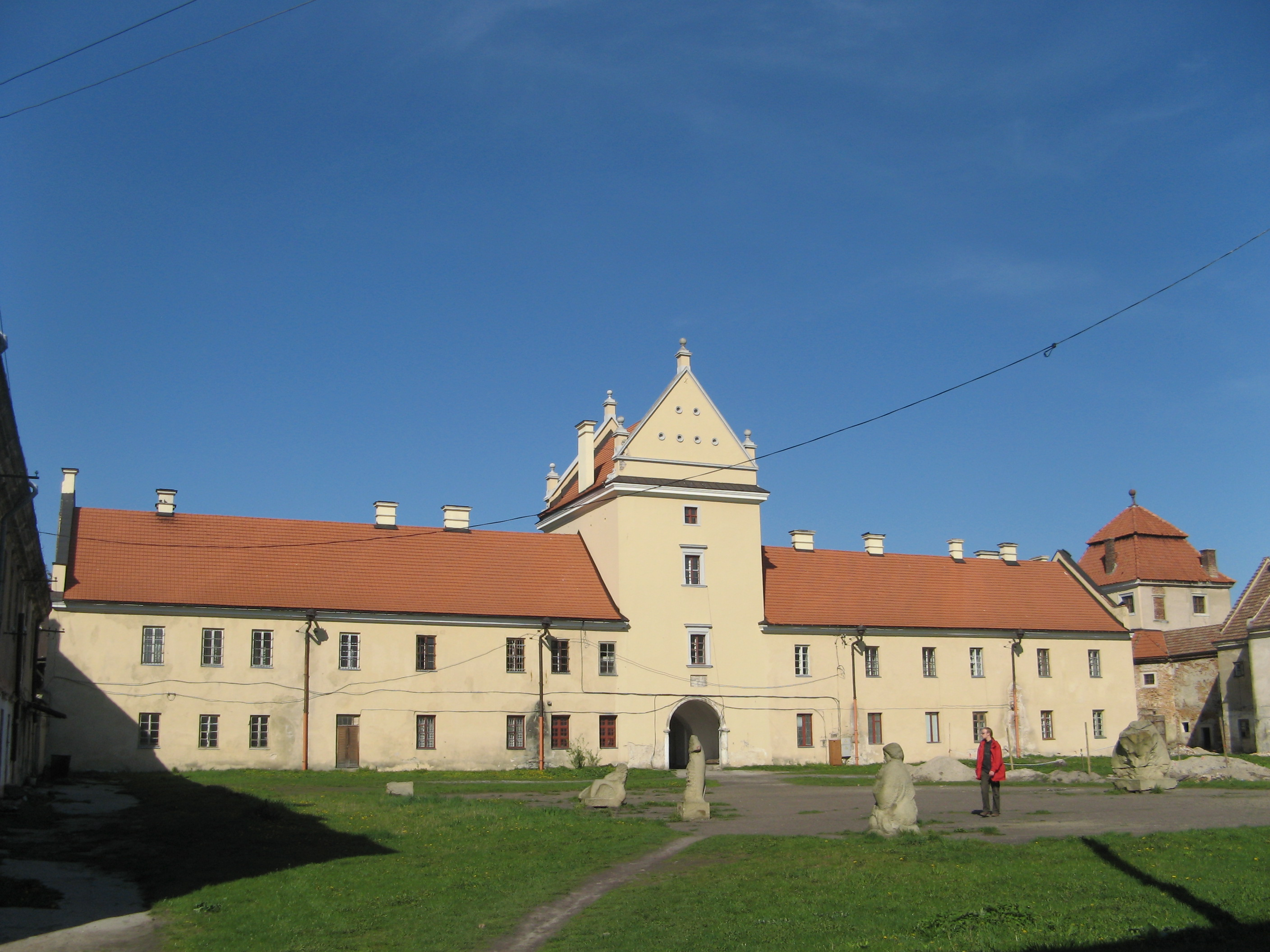
Жовківський замок. В одній з його веж містився ізолятор НКВС.

Винищення в'язнів у Жовкві — вбивство в'язнів, яких утримували в ізоляторі Жовкви співробітники НКВС в останні дні червня 1941 року. 34 людини стали жертвами злочину.

## Історія

### Передмова
Після вересневої поразки польських військ Жовква разом з рештою прикордонних земель опинилося під окупацією СРСР. В 1939—1941 роках в Жовківському замку знаходився районний відділ НКВС. Людей, заарештованих радянським апаратом безпеки, садили в ізолятор. Він знаходився в одній з веж Жовківського замку і міг вмістити кілька десятків в'язнів. Штаби інших установ розміщувались в інших кімнатах замку.
22 червня 1941 року Німеччина вторглася в СРСР. Перші тижні війни були дуже вдалими для німецької сторони. Дивізіям Вермахту вдалося розбити війська прикордонних військових округів СРСР, а потім глибоко проникнути на територію ворога. З огляду на стрімкий прогрес нападу Німеччини, радянська влада вирішила ліквідувати політичних в'язнів, що утримуються у в'язницях у західних областях СРСР. Відповідно до розпорядження Народного комісара внутрішніх справ Лаврентія Берії від 24 червня 1941 року мали бути страчені люди, засуджені за «контрреволюційну діяльність», «антирадянську діяльність», саботаж та диверсію, а також політичні в'язні під слідством.

### Перебіг подій

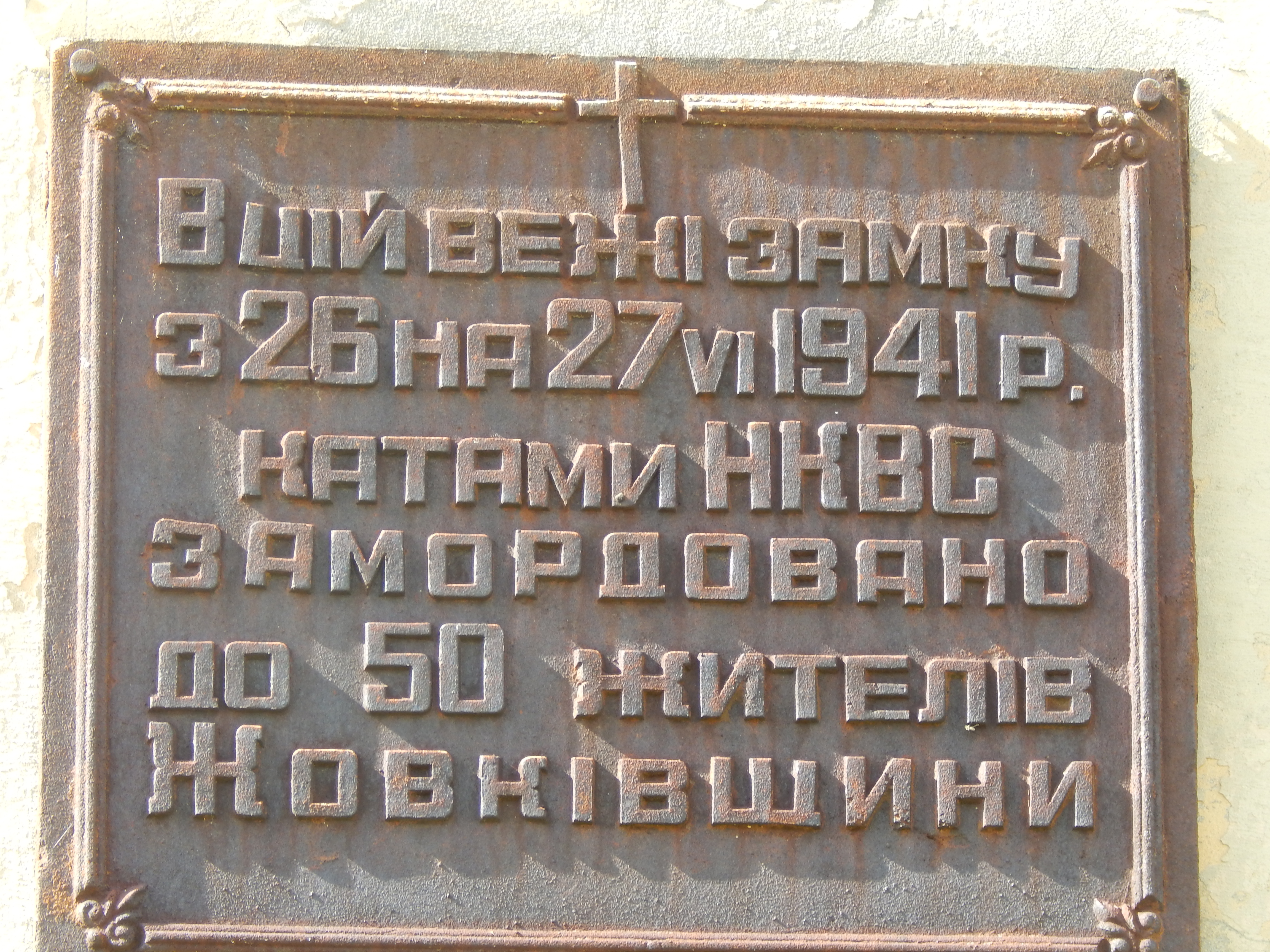
Дошка в Жовківському замку, присвячена пам'яті жертв вбивств.

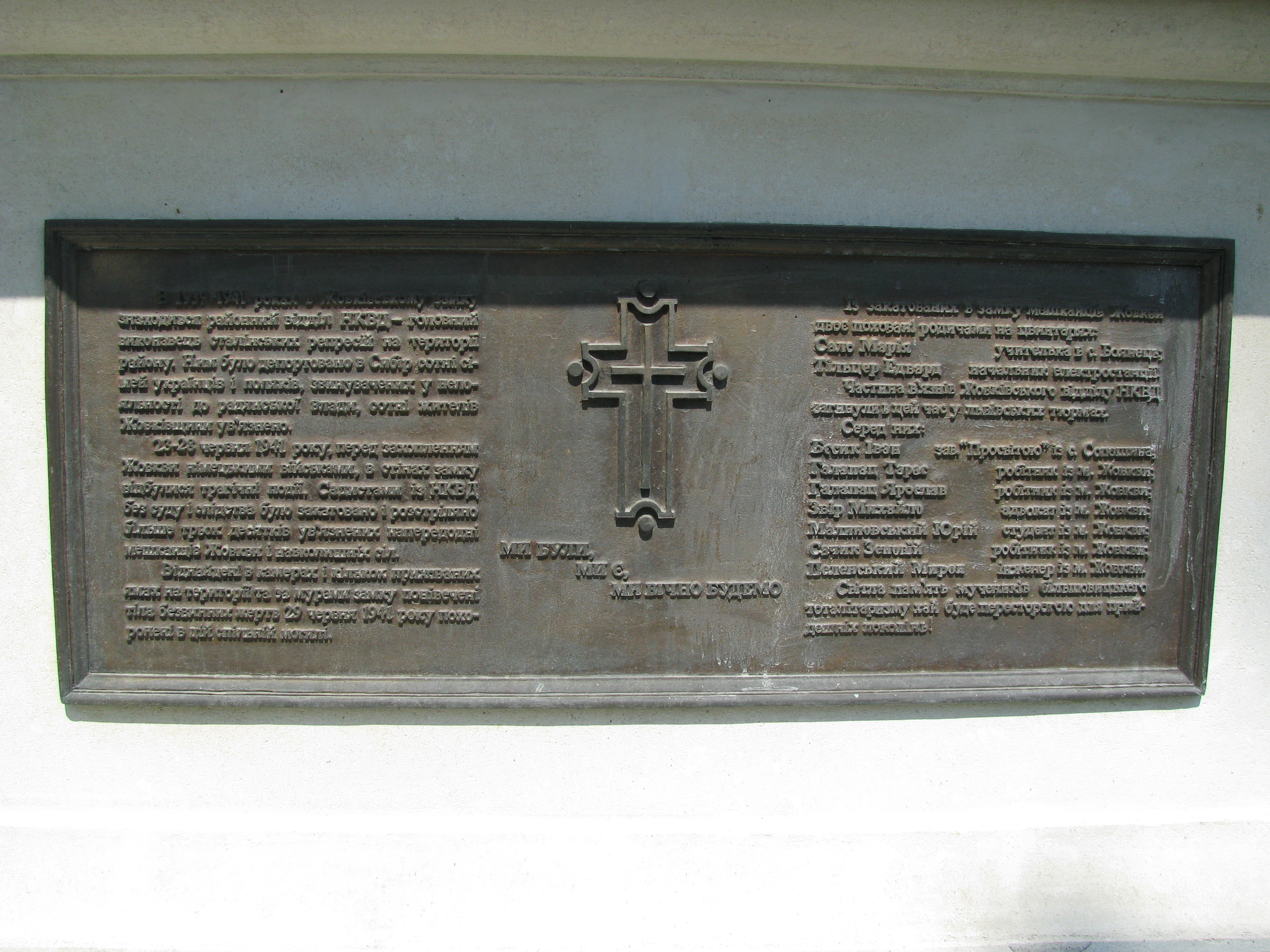
Дошка з іменами жертв вбивств у замку.

Після початку війни співробітники НКВС почали ліквідовувати в'язнів, які утримувалися у замку. В ніч з 26 на 27 червня працівники НКВС почали вбивства в'язнів. Існують різні звіти про хід цих страт. За однією з версій, затриманих було вбито пострілом у потилицю під парканом у дворі замку. Однак український вчитель, який був свідком ексгумації жертв різанини, стверджував, що на тілі не було ознак вогнепальних поранень. Згідно з непідтвердженою версією, жертв вели до парку, що прилягає до в'язниці, і ломом розбивали черепи.
До приходу німецької армії НКВС не змогло ліквідувати всіх в'язнів. У ніч з 28 на 29 червня, після евакуації співробітників НКВС з Жовкви, кільком потенційним жертвам вдалося вийти з камер і втекти з-під варти. За даними одного джерела, серед тих, хто втік, був німецький військовополонений.
Наступного дня до міста увійшли війська Вермахту. Згодом, місцеві мешканці вирушили до замку, сподіваючись знайти там своїх родичів та друзів. На подвір'ї в'язниці було виявлено дві братські могили, закопані органами НКВС, а потім покриті дерев'яними дошками. Тіла були перепоховані 29 червня в спільній могилі (двоє поховані родичами на цвинтарях). Згаданий раніше вчитель стверджував, що з могил було витягнуто 29 тіл. У 1990-х роках українська влада склала список імен жертв із іменами 34 осіб. Те саме джерело зазначає, що тридцять жертв були українцями, а решта чотири — поляками.
Вбивство в'язнів було не єдиним злочином, скоєним радянськими військами, що відступали на схід. В околицях міста червоноармійці вбили кількох фермерів, хоча раніше вони скористалися їх гостинністю.